# Siedlung Bruchfeldstraße
 (novembre 2020).
Si vous disposez d'ouvrages ou d'articles de référence ou si vous connaissez des sites web de qualité traitant du thème abordé ici, merci de compléter l'article en donnant les références utiles à sa vérifiabilité et en les liant à la section « Notes et références ».
Zickzackhausen est le nom allemand des maisons "Zig-zag" construites dans le bloc de logements Siedlung Bruchfeldstraße par l'architecte Ernst May à Francfort-sur-le-Main. L'ensemble fut achevé durant la République de Weimar, en 1927.